# Esteller
Esteller is een gemeente in de Venezolaanse staat Portuguesa. De gemeente telt 51.500 inwoners. De hoofdplaats is Píritu.